# Leonard Leslie Brooke

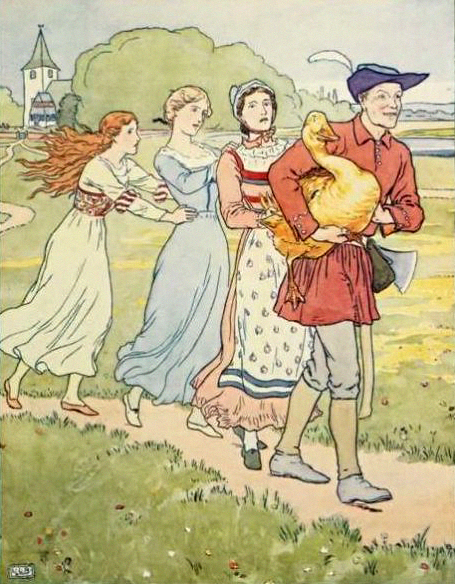
Sagan om guldgåsen, illustrerad av Brooke 1905.

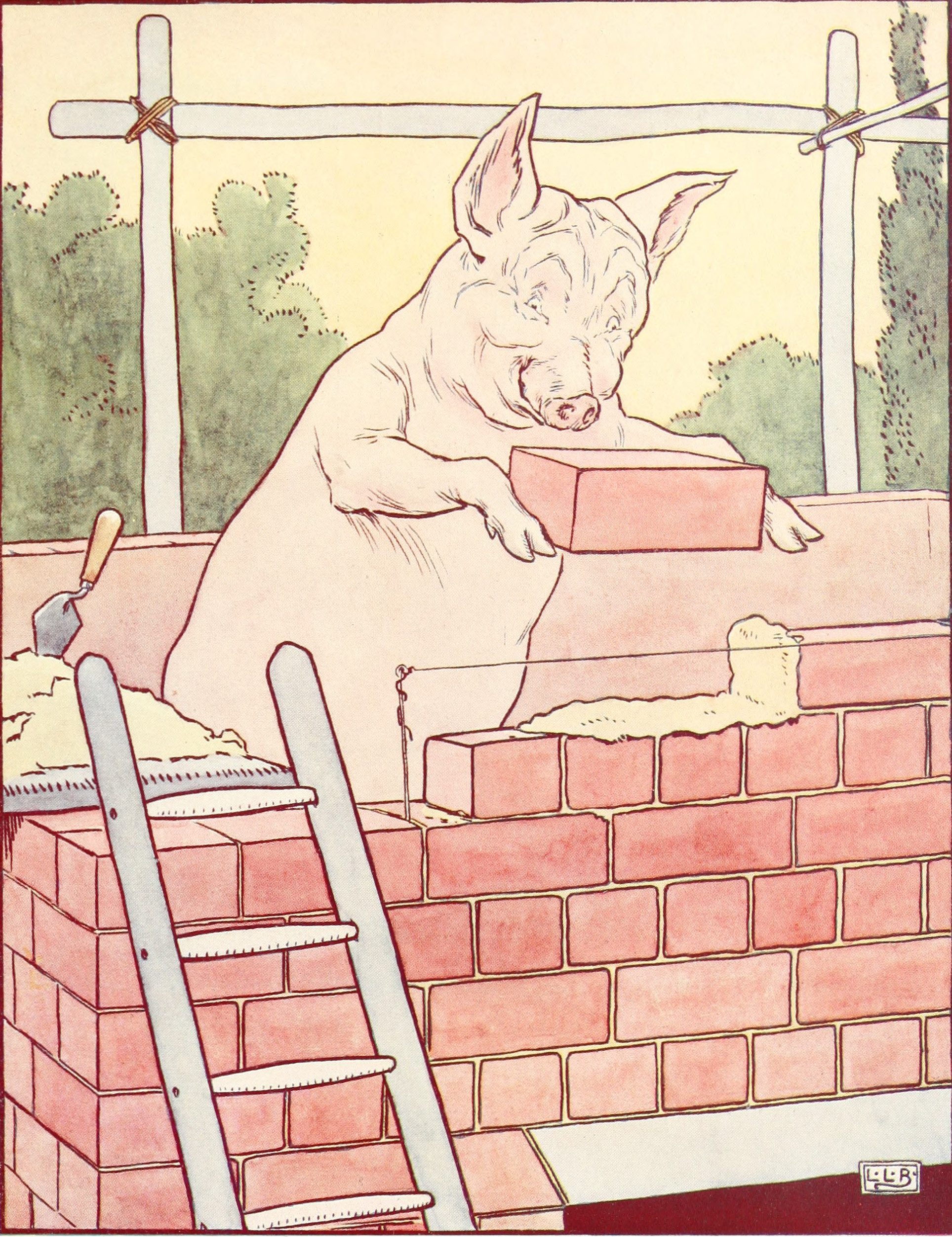
Tre små grisar, illustrerad av Brooke 1905.

Leonard Leslie Brooke, född 24 september 1862 i Birkenhead, död 1 maj 1940 i Hampstead, var en engelsk illustratör och författare bland annat känd för sina många illustrationer till sagor nedtecknade av bröderna Grimm.

## Familj
År 1894 gifte sig Leslie Brooke med sin kusin Sybil Diana Brooke, dotter till den engelska prästen Stopford Brooke (1832–1916). De fick två barn. Den äldste sonen föddes 1895 och stupade i brittiska flygvapnet Royal Air Forces tjänst under första världskriget. Den yngre sonen Henry Brooke, 9 april 1903 – 29 mars 1984, var baron Brooke av Cumnor. Han verkade som politiker i Konservativa partiet och kom bland annat att arbeta som Storbritanniens inrikesminister (13 juli 1962 – 16 oktober 1964).